# Bilderna som förändrade vetenskapen
Bilderna som förändrade vetenskapen är en svensk dokumentärserie från 2013 med manus och regi av Magnus Sjöström som porträtterar vetenskapshistoriens viktigaste foton, filmer och skisser.
Serien är producerad av UR och sändes ursprungligen i SVT den 10 april 2013. 
Serien fick världsomfattande distribution genom det amerikanska mediebolaget PBS  under titeln ”Shocking Exposures: Images that changed science”.

## Beskrivning
Serien porträtterar vetenskapliga bilder som på olika sätt förändrat vår syn av världen och påverkat forskningen.

Det första avsnittet, ”Till Universums slut” porträtterar bilder kopplade till upptäckter i den yttre världen. Bland dessa finns ikoniska foton från Apolloprogrammets månfärd 1969, bilden som bekräftade Einsteins relativitetsteori och Kopernikus diagram över solsystemet, liksom världskartan som fick det spanska kungahuset att finansiera Columbus expedition västerut.

Det andra avsnittet, ”Mot atomens kärna” porträtterar bilder kopplade till upptäckter i den inre världen: Andreas Vesalius detaljerade teckningar av människokroppens insida, Joseph Altmans foto på hjärnceller som nybildas, skissen som sammanfattade Darwins evolutionsteori och Photo 51, bilden som spelade en avgörande roll i förståelsen av DNA-molekylens struktur.

Bilderna som förändrade vetenskapen är den andra upplagan i ordningen av URs ”Som förändrade”-serie om kulturhistoria. De övriga upplagorna i serien är: Låtarna som förändrade musiken (2012), Programmen som förändrade TV (2014), Scenerna som förändrade filmen (2016), Ögonblicken som förändrade sporten (2019), Byggnaderna som förändrade staden (2019) samt Händelserna som förändrade klimatet (2024).

## Medverkande
- Buzz Aldrin
- Michio Kaku